# Amatsuka Moe
Amatsuka Moe (天使 もえ (Thiên-Sử Manh) 10 tháng 7 năm 1994 –) là một nữ diễn viên khiêu dâm, ca sĩ và YouTuber người Nhật Bản.
Cô sinh ra tại Tokyo. Tại thời điểm ra mắt ngành phim khiêu dâm, cô thuộc về Bambi Promotion, nhưng bây giờ cô chuyển sang công ty chuyên nghiệp Bstar.

## Sự nghiệp
Tháng 5/2014, cô ra mắt với một video hình ảnh. Vào tháng 7 cùng năm, cô ra mắt ngành phim khiêu dâm với tư cách là nữ diễn viên độc quyền của S1.
21/1/2015, cô bắt đầu làm ca sĩ của nhóm nhạc idol gợi cảm "SEXY-J". Cô là thành viên số 6 của nhóm
Vào ngày 18 tháng 3 cùng năm, cô xuất bản đĩa CD hát solo "Cô gái với mái tóc vàng óng".
↵Tháng 3 cùng năm, cô nhận giải thưởng Nữ diễn viên mới của Giải thưởng truyền hình phim khiêu dâm Sky PerfecTV! 2015. Ngoài ra, cô còn nhận giải Nữ diễn viên mới xuất sắc nhất tại Giải thưởng phim người lớn DMM 2015. Tháng 6 cùng năm, cô cùng Sakura Kizuna và Matsuoka China được chọn làm người hỗ trợ cho cho AV OPEN2015.

24/9/2015, cô trở thành thành viên của Ebisu ★ Muscats. 

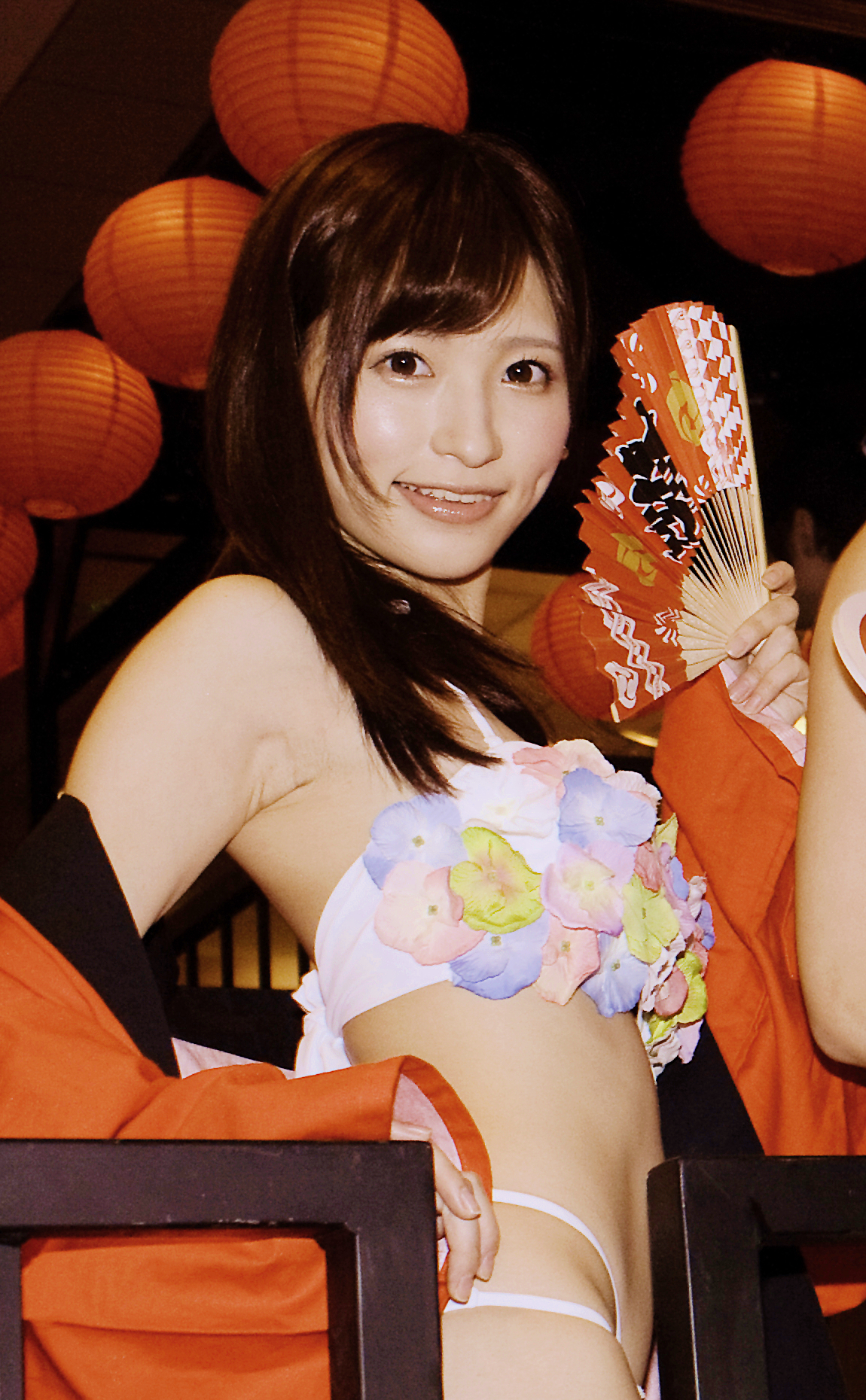
Moe năm 2016

2/2/2017, một tin được thông báo tại Muscat Night rằng cô sẽ tốt nghiệp Ebisu ★ Muscats vào cùng ngày.
Năm 2018, cô nhận giải Nữ diễn viên tại Giải thưởng truyền hình phim khiêu dâm Sky PerfecTV! 2018.
Tháng 8/2018, cô xuất hiện ở TOKYO IDOL FESTIVAL với tư cách là ca sĩ AMATSUKA. Từ tháng 10 cùng năm, các hoạt động ca hát của cô được thống nhất dưới nghệ danh AMATSUKA. Cô cũng bắt đầu lập trang Twitter chính thức.
1/3/2019, cô được đề cử cho giải Nữ diễn viên xuất sắc nhất tại Giải thưởng phim người lớn FANZA 2019. Cô nhận giải Nữ diễn viên chính xuất sắc vào ngày 12/5.
Từ tháng 4/2020, cô chuyển công ti chủ quản sang FALENO.
Tháng 6/2020, cô được chọn làm 1 trong 10 người đẹp khỏa thôn chọn bởi GRAPHIS, và ảnh khỏa thân mới chụp của cô được đăng trong bài đăng hàng tuần. Tháng 12 cùng năm, cô xếp thứ 8 trong bảng "FLASH 2020 BEST100 diễn viên đang hoạt động gợi cảm nhất" được bầu bằng cách lấy ý kiến độc giả.
Tháng 4/2021, cô đứng thứ 12 trong cuộc "bầu cử nữ diễn viên phim khiêu dâm SEXY đang hoạt động" của Asahi Geino. Tháng 8/2021, cô xếp thứ 2 trong "Bảng xếp hạng FLASH 2021 diễn viên nữ gợi cảm chọn bởi 300 độc giả". Cô xếp thứ 18 trong bảng xếp hạng nữ diễn viên gợi cảm do tạp chí FLASH của Kobunsha. Tháng 5/2022, cô xếp thứ 6 trong cuộc "bầu cử nữ diễn viên phim khiêu dâm SEXY đang hoạt động" 2022 của Asahi Geino. Ngày 1/8 cùng năm, cô xếp thứ 1 trong bảng xếp hạng bán hàng qua bưu điện của FANZA với phim "Tôi, Amatsuka Moe, người có núm vú nhạy cảm luôn bị cương cứng do bị người sép ghê tởm quấy rối không ngừng" (忌々しい上司の執拗な乳首ハラスメントで常に勃ちっぱなしの即イキ敏感乳首に堕とされた私 天使もえ). Vào ngày 24/19/2022, cô đi lên lối đi trình diễn với tư cách là một trong những đại diện cho người làm trong ngành khiêu dâm tại sự kiện Asia Pacific Collection tổ chức tại đền Kanda. Cô đã nhận giải Ăn ảnh tại sự kiện.
13/9/2022, cô biểu diễn với nghệ danh AMATSUKA tại "Buổi kỉ niệm 10 năm Millegen LIVE Sweet Memories" được tổ chức tại Ruido Harajuku ở Tokyo.
Vào ngày 8/11 cùng năm, "Thẩm mĩ viện Udagawacho AM", một thẩm mĩ viện dành cho đàn ông được sáng lập và điều hành bởi cô, khai trương tại Shibuya, Tokyo. Ngày 1/12, cô tham gia "Buổi thử giọng diễn viên lồng tiếng cho nhận vật Crimson Youma Taisen mới" của DMM GAMES.

## Đời tư
Sở thích của cô là nấu ăn. Kĩ năng đặc biệt của cô là massage. Cô có nhiều đồ hóa trang JK (học sinh), nhưng trên thực tế cô không có nhiều quần áo và váy. Tên diễn "Amatsuka Moe" của cô đọc theo chữ Hán thành "Thiên sứ (天使) Moe", và khi cô được đặt tên như vậy, mọi người rất ngạc nhiên vì cô không mang yếu tố thiên thần nào. Tiêu đề blog "Không phải thiên sứ" (天使なんかじゃない) là câu trả lời của cô cho điều đó.
Lí do cô tham gia ngành phim khiêu dâm gần như chắc chắn là tự nguyện, và cô tự ứng tuyển vào ngành. Vào thời điểm đó, cô còn để tóc màu xanh da trời.
Lần quan hệ tình dục đầu tiên của cô là vào năm 16 tuổi cùng với một người bạn cô quen từ khi học mẫu giáo. Số người cô đã quan hệ trước khi vào ngành phim khiêu dâm là 4.
Vì có tài năng nên cô giỏi đóng những vai có kịch bản cụ thể và cần nhập tâm khi diễn. Ngoài ra, cô cũng có kĩ năng thể thao khi tham gia cầu lạc bộ bóng mềm, nhưng cô không giỏi tập và kết nối cùng phụ nữ có kĩ năng kém hơn.
Cô cũng nhận thức được cô có một hợp đồng với nhà sản xuất phim với tư cách là chủ sở hữu, và thật tiếc khi cô nghĩ cô đang làm nghề này theo ý kiến nhà sản xuất chứ không phải ý muốn của bản thân.
Từ năm 2021, cô bắt đầu học võ cổ truyền để rèn luyện chân.

### Phản đối luật phim khiêu dâm mới
Ngày 15/6/2022, khi luật ngành phim khiêu dâm mới của Nhật Bản (Luật ngăn ngừa/giảm thiệt hại từ ngành phim khiêu dâm) được ban hành, cô đã phản đối nó trong một thời gian. Khi luật được ban hành, cô nói "Tôi nghĩ rằng việc giảm thiệt hại (cho những diễn viên) tất nhiên là quan trọng, nhưng vẫn còn nhiều điều cần thay đổi nữa". Trên hết, cô khẳng định không chỉ những người bị thiệt hại từ ngành mà tất cả người làm việc trong ngành phim khiêu dâm nên thỏa thuận với nhau.
Bắt đầu từ tháng 7/2022, cô đã lập chiến dịch xin chữ kí "Hãy làm 'Luật phim khiêu dâm mới' sao cho nữ diễn viên, nam diễn viên và các nhân viên dễ làm việc hơn" để kêu gọi xem xét lại Luật ngăn ngừa và giảm thiệt hại từ ngành phim khiêu dâm.